# Poecilia butleri
Poecilia butleri är en fiskart som beskrevs av Jordan, 1889. Poecilia butleri ingår i släktet Poecilia och familjen Poeciliidae. Inga underarter finns listade i Catalogue of Life.